# Disa uniflora
Disa uniflora, disa đỏ hay niềm tự hào của Núi Bàn, là một loài lan Nam Phi trong họ Lan. Nó là loài điển hình của chi Disa, và là một trong những thành viên nổi tiếng nhất của nó. Nó đôi khi được gọi bằng tên cũ Disa grandiflora.

## Phân bố
Phạm vi của nó được giới hạn trong Dãy núi sa thạch của Mũi Tây Nam, Nam Phi, phía tây Hermanus đến Núi Bàn và về phía bắc vào dãy núi Cederberg. Nó phổ biến trên Núi Bàn, và Bàn Sau, nhưng hiếm khi được nhìn thấy xa hơn về phía nam trên Bán đảo Cape. Loài lan này mọc gần các thác nước, suối nhỏ và lan trên núi. Tuy nhiên, nó không bao giờ được tìm thấy dọc theo bờ của các đập có mực nước thay đổi đáng kể trong năm.

## Mô tả
Là một cây lâu năm khá mập mạp, cao từ 15 – 60 cm, tán bằng các đốt. Các lá hình mác, phía dưới xòe ra hoặc bán thẳng dài tới 25 cm. Cụm hoa có 1-3 hoa. Các bông hoa sặc sỡ, và có thể dài 10 cm trên các lá đài bên lan rộng, có màu đỏ tươi đến màu đỏ thắm. Lá đài thẳng đứng ở giữa có màu hồng nhạt ở mặt trong với các đường gân đỏ.. Các cánh hoa, nhỏ hơn rất nhiều so với các lá đài, mọc thẳng có màu vàng với các đốm đỏ ở ngọn, nhưng màu đỏ nhạt ở gốc.. Nó nở trong những tháng mùa hè, đặc biệt là vào tháng Giêng, nhưng tiếp tục vào tháng Ba. Quá trình thụ phấn của nó là một trong những loài lan phức tạp nhất, liên quan đến loài bướm kiêu hãnh núi, Aeropetes tulbaghia.

## Là một biểu tượng
Câu lạc bộ miền núi Nam Phi, Đội bóng bầu dục tỉnh Tây và Hiệp hội thể dục dụng cụ Western Cape sử dụng hình ảnh của loài lan này trên huy hiệu và biểu trưng của họ. Nó đã là biểu tượng của Câu lạc bộ Núi kể từ khi thành lập vào năm 1891. Chúng cũng được khắc họa trên mặt sau của Huân chương Pro Merito (1975).

## Hình ảnh

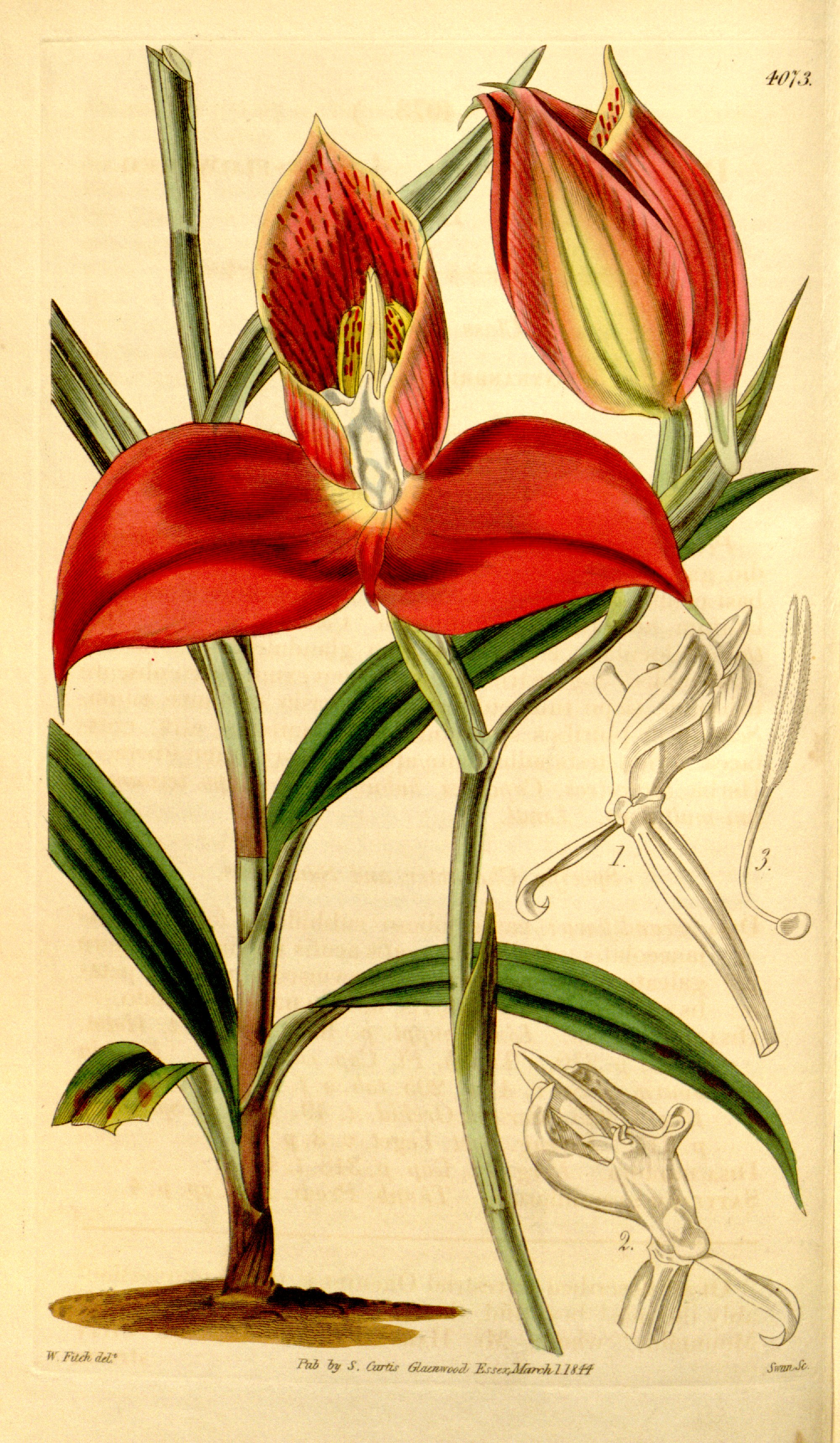
1844 plate by Walter Hood Fitch from Curtis's Botanical Magazine
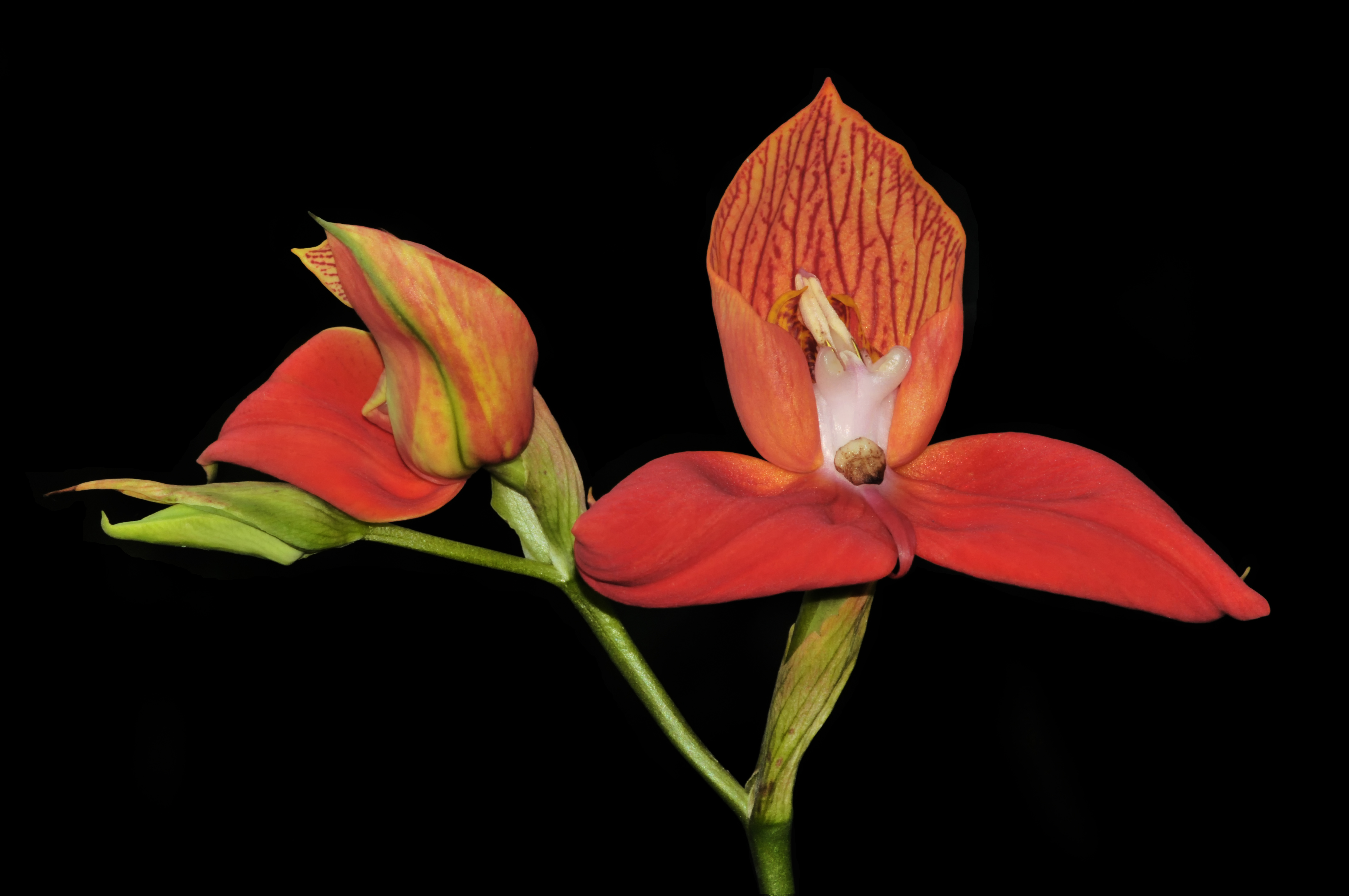
Disa uniflora has been named by Peter Jonas Bergius in 1767
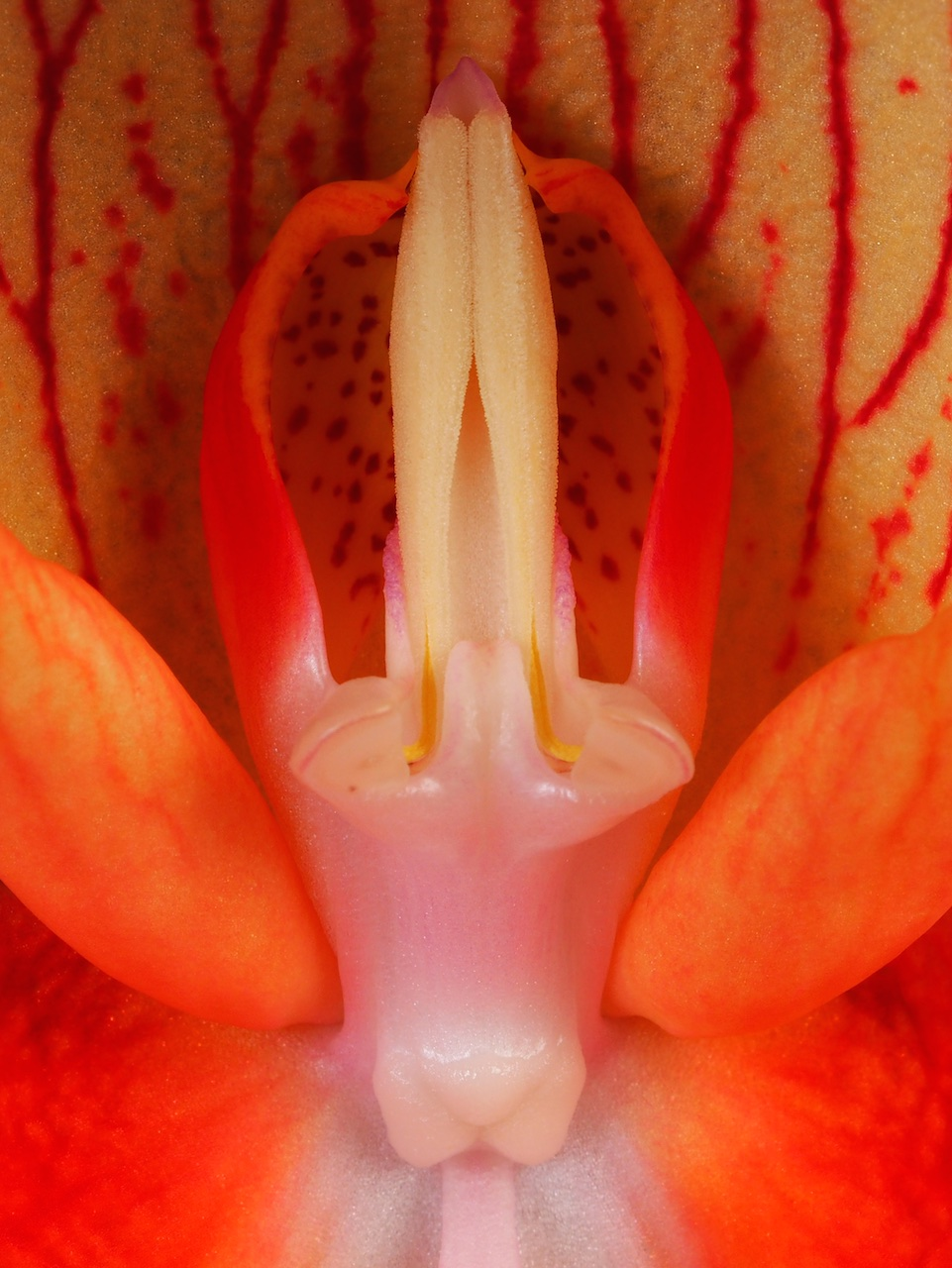
The column of the flower corresponds to the fusion of both male and female parts
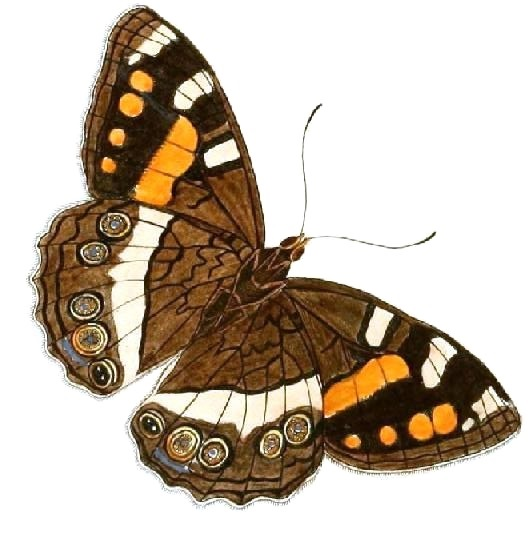
Disa uniflora is entirely dependent on the mountain pride butterfly, Aeropetes tulbaghia, for its pollination